# Сега Мега Драйв 16 бит
«Сега Мега Драйв 16 бит» — московская команда КВН, представляющая вузы ВШЭ и МИСиС. Названа в честь популярной приставки 90-х Sega Mega Drive.

## История и достижения команды
Дата рождения команды — 10 января 2008 года.
Все участники «Сега Мега Драйв 16 бит» являются выпускниками ВШЭ. МИСиС оказывает поддержку при подготовке к играм.
- 2008 — финалисты межфакультетской CS-лиги КВН ГУ-ВШЭ.
- 2009 — чемпионы Лиги Москвы и Подмосковья[1], обладатели Кубка чемпионов лиг КВН[2].
- 2010 — финалисты Премьер-лиги КВН[3].
- 2011 — вице-чемпионы Премьер-лиги КВН[4].
- 2012 — четвертьфиналисты Высшей лиги КВН[5].

Команда была создана в 2008 году. Первый год — сезон межфакультетской CS-лиги КВН в ГУ-ВШЭ (3-е место в финале). В 2009 году «Сега Мега Драйв 16 бит» приняла участие в фестивале команд КВН Московской студенческой лиги и прошла в Лигу Москвы и Подмосковья, чемпионом которой впоследствии и стала. В конце 2009 года команда была приглашена на Кубок чемпионов лиг КВН, проходивший в Минске, где «Сега Мега Драйв 16 бит» завоевала трофей.
По результатам XXI Сочинского фестиваля КВН в феврале 2010 года, команда была приглашена в Премьер-лигу, и успешно пройдя стадии 1/8, 1/4 и 1/2 финала, вышла в финал сезона, где заняла третье место из пяти. В сезоне 2011 года вышли в финал Премьер-лиги, где поделили второе место с командой КВН из Санкт-Петербурга «Факультет журналистики». Решением жюри взяты в Высшую лигу сезона 2012 года. Дебют на Первом канале состоялся 27 июня 2010 года.
В 1/8 команда заняла четвёртое место и продолжила борьбу благодаря добору. В эфире было показано восемь игр с участием «Сега Мега Драйв 16 бит», что повлияло на рост количества болельщиков команды. В 1/4 финала команда покинула Высшую Лигу.

## Состав команды
- Илья Аксёнов — капитан, автор, актёр.
- Галина Тенишева — помощник администратора, автор, актриса.
- Андрей Глинский — автор, актёр.
- Хинский Сергей — автор, звукорежиссёр.
- Тугутхонова Зинаида — администратор, реквизитор, костюмер.
- Кравченко Александр Юрьевич — старший комик.

В 2011 году в игре 1/8 финала Премьер-Лиги с командой выступил Александр Гудков в костюме панды.

## Стиль команды
Особенностями команды «Сега Мега Драйв 16 бит» являются компактность состава (на сцене выступают всего три человека), упор на визуальный юмор, разыгрывание парадоксальных ситуаций, использование музыкальных вставок. Также визитной карточкой команды стали танцы под музыку «Ленинград — Мамба» или «Digital Emotion — Get Up Action» между номерами.